# З̌
Ze với dấu mũ ngược (З̌ з̌, chữ nghiêng: З̌ з̌) là một chữ cái trong bảng chữ cái Kirin. Nó được sử dụng trong bảng chữ cái tiếng Nganasan và tiếng Shughni, đại diện cho âm [ð] và [d͡z]. Hình dạng của nó bắt nguồn từ chữ Kirin Ze ⟨З⟩ với dấu mũ ngược.

## Mã máy tính
| Kí tự               | З                          | З                          | з                        | з                        | ̌                | ̌                |
| ------------------- | -------------------------- | -------------------------- | ------------------------ | ------------------------ | --------------- | --------------- |
| Tên Unicode         | CYRILLIC CAPITAL LETTER ZE | CYRILLIC CAPITAL LETTER ZE | CYRILLIC SMALL LETTER ZE | CYRILLIC SMALL LETTER ZE | COMBINING CARON | COMBINING CARON |
| Mã hóa ký tự        | decimal                    | hex                        | decimal                  | hex                      | decimal         | hex             |
| Unicode             | 1047                       | U+0417                     | 1079                     | U+0437                   | 780             | U+030C          |
| UTF-8               | 208 151                    | D0 97                      | 208 183                  | D0 B7                    | 204 140         | CC 8C           |
| Tham chiếu ký tự số | &#1047;                    | &#x417;                    | &#1079;                  | &#x437;                  | &#780;          | &#x30C;         |